# 三ツ井利也
三ツ井 利也（みつい かずや、1994年〈平成6年〉6月2日 - ）は、日本プロバスケットボール選手。長野県出身。ポジションはスモールフォワード。B.LEAGUEの越谷アルファーズ所属。

## 来歴
東海大三高校（現:東海大学付属諏訪高等学校）在籍中に信州ブレイブウォリアーズに特別指定選手として入団。翌シーズンからプロ契約を結んだ。
2025年5月、9シーズン在籍した信州を退団。
2025年6月、越谷アルファーズに移籍。